# T M Opera O
T M Opera O (en japonais : テイエムオペラオー) (1996-2018) est un cheval de course pur-sang anglais japonais. Élu  cheval de l'année au Japon en 2000, et brièvement le cheval le plus riche de tous les temps, il est membre du Hall of Fame des courses japonaises.

## Carrière de courses
Acquis aux ventes de yearlings d'octobre pour 10,5 millions de yens (environ 500 000 Francs de l'époque), T M Opera O est envoyé chez l'entraîneur Ichizo Iwamoto qui le fait débuter à 2 ans, en août 1998, monté par celui qui sera son jockey de toujours, Ryuji Wada. Cette première tentative se solde par une deuxième place, mais le poulain disparaît des programmes en raison d'une blessure. On ne le revoit que sept mois plus tard, en janvier 1999 et, après avoir décroché son maiden, il s'annonce comme un candidat aux classiques en remportant fin mars une préparatoire au Satsuki Shō (les 2000 Guinées japonaises) disputée à Hanshin. Sur sa lancée, il s'impose dans le Satsuki Shō, dans lequel il était considéré comme un petit outsider (11/1). Il doit cependant renoncer à ses rêves de Triple Couronne en terminant troisième dans le Tokyo Yushun, le Derby japonais. Et, à l'automne, il est de nouveau sur le podium d'un classique en prenant une nouvelle troisième place dans le Kikuka Shō,  tout près du vainqueur Narita Top Road. S'il ne parvient pas à gagner depuis avril, il fait preuve de régularité et achève sa saison par une méritoire troisième place face aux chevaux d'âge dans l'Arima Kinen, encore une fois battu de peu. Cette régularité lui vaut d'être élu Meilleur 3 ans de l'année 1999.   

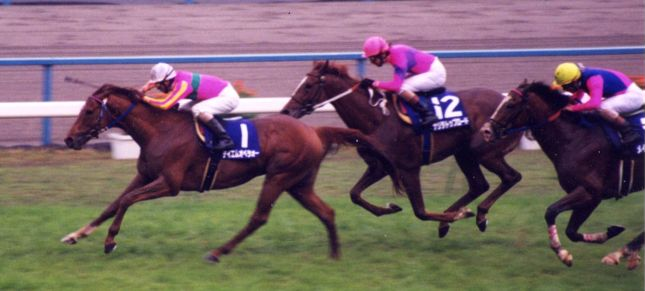
Victoire dans le Tenno Sho (printemps) en 2001

L'année 2000, en revanche, sera plus que parfaite, puisque T M Opera O n'y connaîtra pas la défaite. Commençant sa saison de bonne heure, en février, il remporte deux groupe 2 puis s'attaque avec succès au Tennō Shō de printemps, sa deuxième victoire de groupe 1. Puis il enchaîne avec le Takarazuka Kinen, où il devance celui qui va devenir sa victime préférée, Meisho Doto. T M Opera O ne gagne jamais de loin mais toujours à la lutte, s'imposant d'une encolure, d'un nez. Il perd de même, de peu. Mais le lutteur pour une fois s'envole dans le Tennō Shō d'automne, qu'il gagne de deux longueurs et demi pour devenir le quatrième cheval à remporter la même année les deux volets de ce diptyque. Deux longueurs et demi derrière lui, donc, Meisho Doto, qui deviendra sa victime préférée. Meisho Doto s'approchera beaucoup plus près de son rival dans la Japan Cup (où tous deux devancent le champion anglais Fantastic Light) puis dans l'Arima Kinen, mais à la fin c'est toujours T M Opera O qui a le dernier mot. Invaincu d'un bout à l'autre de l'année, vainqueur de huit courses dont cinq groupe 1, T M Opera a régné sans partage sur la saison et il est naturellement élu, à l'unanimité, cheval de l'année 2000. Avec des gains 1,26 milliard de yens, il a détrôné l'icône américaine Cigar au titre de cheval le plus riche du monde.      
La saison 2001 est moins étincelante, avec deux victoires en sept courses. Mais hormis sa quatrième place dans le Osaka Hai pour sa rentrée, T M Opera O ne quitte jamais le podium. Il parvient en avril à conserver son titre dans le Tennō Shō de printemps, devenant ainsi le premier cheval à cumuler trois titres dans le Tennō Shō (deux au printemps, un à l'automne), un exploit qui sera imité pour la première fois par Kitasan Black en 2017. Dans le Takarazuka Kinen, victoire de Meisho Doto ! Après quatre premiers accessits derrière T M Opera O au niveau groupe 1, son dauphin prend enfin la lumière. En octobre, T M Opera O remporte son ultime succès dans le Kyoto Daishoten, un succès sur tapis vert puisque Stay Gold, premier au poteau, est disqualifié. Mais s'il ne peut plus gagner, il est loin de démériter comme en témoignent ses accessits d'honneur (toujours devant Meisho Doto) dans le Tennō Shō d'automne et la Japan Cup. Plébiscité comme l'an dernier dans l'Arima Kinen (une course dont le public choisit les partants par vote), il achève sa carrière par une petite fausse note en terminant  cinquième de Manhattan Café, devancé pour la quatrième place par Meisho Doto, d'une tête. T M Opera O se retire avec le record mondial de gains porté à plus de 18 milliards de yens (l'Américain Arrogate lui ravira 16 ans plus tard), soit près de 16 millions d'euros de l'époque. Il est élu au Hall of Fame des courses japonaises en 2004.      

### Résumé de carrière
| Date        | Hippodrome  | Pays        | Course                | Statut      | Distance    | Jockey      | Place       | Écart       | Vainqueur ou deuxième |
| 1998, 2 ans | 1998, 2 ans | 1998, 2 ans | 1998, 2 ans           | 1998, 2 ans | 1998, 2 ans | 1998, 2 ans | 1998, 2 ans | 1998, 2 ans | 1998, 2 ans           |
| ----------- | ----------- | ----------- | --------------------- | ----------- | ----------- | ----------- | ----------- | ----------- | --------------------- |
| 15 août     | Kyoto       | Japon       | Inédits               |             | 1 600 m     | Ryuji Wada  | 2e / 12     |             | Classic Stage         |
| 1999, 3 ans |             |             |                       |             |             |             |             |             |                       |
| 16 janvier  | Kyoto       | Japon       | Maiden                |             | 1 400 m     | Ryuji Wada  | 4e / 16     |             | Zenno Hoinbow         |
| 6 février   | Kyoto       | Japon       | Maiden                |             | 1 800 m     | Ryuji Wada  | 1er / 10    |             | Himino Commander      |
| 27 février  | Hanshin     | Japon       | Yukiyanagi Sho        |             | 2 000 m     | Ryuji Wada  | 1er / 14    |             | Ankle Through         |
| 28 mars     | Hanshin     | Japon       | Mainichi Hai          | Gr. 3       | 2 000 m     | Ryuji Wada  | 1er / 14    |             | Tagano Brian          |
| 18 avril    | Nakayama    | Japon       | Satsuki Shō           | Gr. 1       | 2 000 m     | Ryuji Wada  | 1er / 17    | enc.        | Osumi Bright          |
| 6 juin      | Tokyo       | Japon       | Tokyo Yushun          | Gr. 1       | 2 400 m     | Ryuji Wada  | 3e / 18     | 1 ½         | Admire Vega           |
| 10 octobre  | Kyoto       | Japon       | Kyoto Daishoten       | Gr. 2       | 2 400 m     | Ryuji Wada  | 3e / 10     |             | Tsurumaru Tsuyoshi    |
| 7 novembre  | Kyoto       | Japon       | Kikuka Shō            | Gr. 1       | 3 000 m     | Ryuji Wada  | 2e / 15     | enc.        | Narita Top Road       |
| 4 décembre  | Nakayama    | Japon       | Stayers Stakes        | Gr. 2       | 3 600 m     | Ryuji Wada  | 2e / 14     | enc.        | Painted Black         |
| 26 décembre | Nakayama    | Japon       | Arima Kinen           | Gr. 1       | 2 500 m     | Ryuji Wada  | 3e / 14     | enc.        | Grass Wonder          |
| 2000, 4 ans |             |             |                       |             |             |             |             |             |                       |
| 20 février  | Kyoto       | Japon       | Kyoto Kinen           | Gr. 2       | 2 200 m     | Ryuji Wada  | 1er / 11    | enc.        | Narita Top Road       |
| 19 mars     | Hanshin     | Japon       | Hanshin Daishoten     | Gr. 2       | 3 000 m     | Ryuji Wada  | 1er / 9     |             | Rascal Suzuka         |
| 30 avril    | Kyoto       | Japon       | Tennō Shō (printemps) | Gr. 1       | 3 200 m     | Ryuji Wada  | 1er / 12    | 3/4         | Rascal Suzuka         |
| 25 juin     | Hanshin     | Japon       | Takarazuka Kinen      | Gr. 1       | 2 200 m     | Ryuji Wada  | 1er / 11    | enc.        | Meisho Doto           |
| 8 octobre   | Kyoto       | Japon       | Kyoto Daishoten       | Gr. 2       | 2 400 m     | Ryuji Wada  | 1er / 12    |             | Narita Top Road       |
| 29 octobre  | Tokyo       | Japon       | Tennō Shō (automne)   | Gr. 1       | 2 000 m     | Ryuji Wada  | 1er / 16    | 2 ½         | Meisho Doto           |
| 26 novembre | Tokyo       | Japon       | Japan Cup             | Gr. 1       | 2 400 m     | Ryuji Wada  | 1er / 16    | enc.        | Meisho Doto           |
| 24 décembre | Nakayama    | Japon       | Arima Kinen           | Gr. 1       | 2 500 m     | Ryuji Wada  | 1er / 16    | nez         | Meisho Doto           |
| 2001, 5 ans |             |             |                       |             |             |             |             |             |                       |
| 1er avril   | Hanshin     | Japon       | Osaka Hai             | Gr. 2       | 2 000 m     | Ryuji Wada  | 4e / 14     |             | Toho Dream            |
| 29 avril    | Kyoto       | Japon       | Tennō Shō (printemps) | Gr. 1       | 3 200 m     | Ryuji Wada  | 1er / 12    | 1/2         | Meisho Doto           |
| 24 juin     | Hanshin     | Japon       | Takarazuka Kinen      | Gr. 1       | 2 200 m     | Ryuji Wada  | 2e / 12     | 1 ¼         | Meisho Doto           |
| 7 octobre   | Kyoto       | Japon       | Kyoto Daishoten       | Gr. 2       | 2 400 m     | Ryuji Wada  | 1er / 7     |             | Suehiro Commander     |
| 28 octobre  | Tokyo       | Japon       | Tennō Shō (automne)   | Gr. 1       | 2 000 m     | Ryuji Wada  | 2e / 13     | 1           | Agnes Digital         |
| 25 novembre | Tokyo       | Japon       | Japan Cup             | Gr. 1       | 2 400 m     | Ryuji Wada  | 2e / 15     | enc.        | Jungle Pocket         |
| 23 décembre | Nakayama    | Japon       | Arima Kinen           | Gr. 1       | 2 500 m     | Ryuji Wada  | 5e / 13     | 2           | Manhattan Cafe        |

## Au haras
La seconde carrière de T M Opera O est un échec. Proposé pour sa première année de monte à Monbetsu Stallion Station au prix de 5 millions de yens la saillie (environ 43 000 €), le champion ne parvient pas à produire des chevaux de haut niveau et les éleveurs se désintéressent rapidement de lui. Il meurt d'une crise cardiaque en 2018 à Hakuba Bokujo Farm, le haras où il était stationné à Niikappu, sur l'île d'Hokkaidō.

## Origines
T M Opera O est le meilleur fils du champion britannique Opera House. Vainqueur notamment de la Coronation Cup, des Eclipse Stakes et des King George VI and Queen Elizabeth Diamond Stakes, sacré cheval d'âge de l'année en Europe en 1993, ce représentant de l'écurie Cheikh Mohammed a connu une réussite mitigée comme étalon au Japon, mais il a donné un autre champion avec Meisho Samson (Tokyo Yushun, Tennō Shō de printemps et d'automne). L'Américaine Once Wed, la mère de T M Opera O, n'a pas couru. Exportée au Japon pour $ 15 000 en 1987, à la fin de son année de 3 ans, elle a donné plusieurs gagnants dont Channel Four (par Northern Dictator), qui s'est placée au niveau groupe 2. 

### Pedigree
| Origines de T M Opera O (JPN), mâle alezan né en 1996 | Origines de T M Opera O (JPN), mâle alezan né en 1996 | Origines de T M Opera O (JPN), mâle alezan né en 1996 | Origines de T M Opera O (JPN), mâle alezan né en 1996 |
| ----------------------------------------------------- | ----------------------------------------------------- | ----------------------------------------------------- | ----------------------------------------------------- |
| Père Opera House                                      | Sadler's Wells                                        | Northern Dancer                                       | Nearctic                                              |
| Père Opera House                                      | Sadler's Wells                                        | Northern Dancer                                       | Natalma                                               |
| Père Opera House                                      | Sadler's Wells                                        | Fairy Bridge                                          | Bold Reason                                           |
| Père Opera House                                      | Sadler's Wells                                        | Fairy Bridge                                          | Special                                               |
| Père Opera House                                      | Colorspin                                             | High Top                                              | Derring-Do                                            |
| Père Opera House                                      | Colorspin                                             | High Top                                              | Camenae                                               |
| Père Opera House                                      | Colorspin                                             | Reprocolor                                            | Jimmy Reppin                                          |
| Père Opera House                                      | Colorspin                                             | Reprocolor                                            | Blue Queen                                            |
| Mère Once Wed                                         | Blushing Groom                                        | Red God                                               | Nasrullah                                             |
| Mère Once Wed                                         | Blushing Groom                                        | Red God                                               | Spring Run                                            |
| Mère Once Wed                                         | Blushing Groom                                        | Runaway Bride                                         | Wild Risk                                             |
| Mère Once Wed                                         | Blushing Groom                                        | Runaway Bride                                         | Aimee                                                 |
| Mère Once Wed                                         | Noura                                                 | Key to the Kingdom                                    | Bold Ruler                                            |
| Mère Once Wed                                         | Noura                                                 | Key to the Kingdom                                    | Key Bridge                                            |
| Mère Once Wed                                         | Noura                                                 | River Guide                                           | Drone                                                 |
| Mère Once Wed                                         | Noura                                                 | River Guide                                           | Blue Canoe (famille 4-m)                              |